# Heinrich Schönfeld (peintre)
Ne pas confondre avec le peintre Johann Heinrich Schönfeld (1609-1684).
Heinrich Schönfeld, né en 1809 à Dresde et mort le 5 mai 1845 à Munich, est un artiste peintre et lithographe saxon.

## Biographie

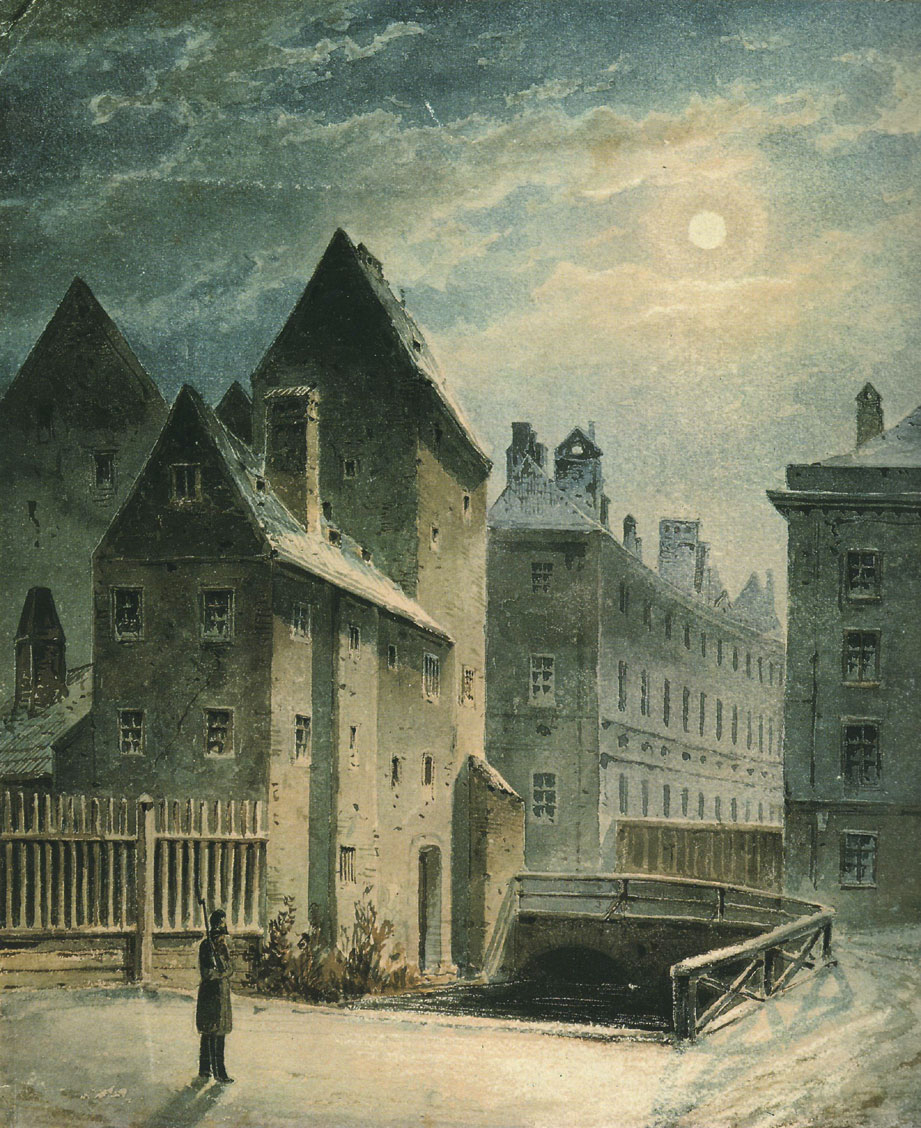
Falkenturm, Wehrturm der äußeren Stadtmauer Münchens (« Falkenturm, Tour fortifiée de l'enceinte de la ville de Munich »), 1840.

Heinrich Schönfeld naît en 1809 à Dresde. Il est élève de l'Académie de Dresde. Il étudie ensuite l'architecture.
À partir de 1830 à Munich, il réalise de nombreux tableaux architecturaux splendides à l'huile et à l'aquarelle.
Il voyage à travers l'Europe du Sud, où il peint des aquarelles avec des vues de villes et des études de bâtiments principalement médiévaux.
Il meurt le 5 mai 1845 à Munich.